# Volkertshofen
Volkertshofen ist ein Gemeindeteil des Marktes Pfaffenhofen an der Roth und eine Gemarkung im Landkreis Neu-Ulm im Westen des bayerischen Regierungsbezirks Schwaben.

## Lage
Das Dorf liegt nur durch den Donauzufluss Roth getrennt westlich des Hauptortes. Am Nordende des Straßendorfes verläuft die Kreisstraße NU 3. Volkertshofen bildet für sich allein eine Gemarkung.

## Geschichte
Der Ort ist 1342 erstmals erwähnt. Kirchlich und schulisch gehörte Volkertsdorf schon immer nach Pfaffenhofen. 1835 bestand das Dorf aus 35 Anwesen. Die Gemeinde Volkertshofen hatte keine weiteren Ortsteile und eine Fläche von 283,5 Hektar. Sie wurde im Zuge der Gebietsreform in Bayern am 1. Januar 1972 in den Markt Pfaffenhofen eingegliedert.

## Ortskapelle
Einziges amtlich eingetragenes Baudenkmal ist die Wegkapelle aus der zweiten Hälfte des 19. Jahrhunderts.	